# Berühmte Ungarn (Briefmarkenserie)
Berühmte Ungarn (ungarische Bezeichnung Arcképek) ist eine Dauermarkenserie der Ungarischen Post mit vierzehn Werten und einer Blockausgabe, die von 1932 bis 1937 erschienen ist. Die Briefmarken wurden entworfen und gestaltet von Sándor Légrády. Jede Marke zeigt eine berühmte Persönlichkeit Ungarns, zumeist Künstler, Politiker und Wissenschaftler, und ist einfarbig gestaltet. Sie waren bis 31. Dezember 1939 gültig.

## Besonderheiten
Nach den zuvor produzierten Turul-, Schnitter- und Parlamentsbriefmarken wurde diese Ausgabe erstmalig bei jedem Wert mit einem eigenen Motiv gestaltet. Der Wert zu 20 Fillér wurde anlässlich des 50-jährigen Bestehens des Ersten Väterländischen Briefmarkensammler-Vereins im Rahmen der Philatelistischen Ausstellung in Budapest in geänderter Farbe als Block und mit Zierdruck sowie kreisförmig angeordneter Inschrift mit einer Auflage von 50.000 Stück herausgegeben.
Die Briefmarken sind in Rastertiefdruck hergestellt und besitzen ein Wasserzeichen. Sie sind mit 15 Zähnungslöchern je 2 cm ausgestattet.

## Marktwert
Die Marken sind sowohl postfrisch als auch gestempelt mit Ausnahme der Blockausgabe um geringe Preise zu erwerben. Wie bei den meisten Briefmarken ist der Wert aus den Briefmarkenkatalogen jedoch auch hier sehr stark überzeichnet, vor allem, wenn größere Mengen (Kiloware) gehandelt werden. Der Preis in den Katalogen kann aber als Vergleichswert zwischen Briefmarken herangezogen werden.

## Liste der Ausgaben
| Werte in Fillér | Motiv             | Farbe       | Ersterscheinung | MiNr. |
| --------------- | ----------------- | ----------- | --------------- | ----- |
| 1               | Imre Madách       | grau        | 1. Juli 1932    | 489   |
| 2               | János Arany       | orange      | 1. Juli 1932    | 490   |
| 4               | Ignác Semmelweis  | ultramarin  | 1. Juli 1932    | 491   |
| 5               | Ferenc Kölcsey    | grün        | 5. Mai 1937     | 549   |
| 6               | Loránd Eötvös     | rotbraun    | 1. Juli 1932    | 492   |
| 10              | István Széchenyi  | blaugrün    | 1. Juli 1932    | 493   |
| 16              | Ferenc Deák       | violett     | 1. Juli 1932    | 494   |
| 20              | Ferenc Liszt      | rot         | 1. Juli 1932    | 495   |
| 20              | Ferenc Liszt      | braunkarmin | 6. Mai 1934     | 516   |
| 25              | Mihály Vörösmarty | olivgrün    | 5. Mai 1937     | 550   |
| 30              | Lajos Kossuth     | braun       | 1. Juli 1932    | 496   |
| 32              | István Tisza      | lila        | 1. Juli 1932    | 497   |
| 40              | Mihály Munkácsy   | blau        | 1. Juli 1932    | 498   |
| 50              | Sándor Csoma      | grauoliv    | 1. Juli 1932    | 499   |
| 70              | Farkas Bolyai     | lilarot     | 1. Juli 1932    | 500   |